# Ruaidrí Ua Canannáin
Ruaidrí Ua Canannáin (mort le 30 novembre 950) roi du Cenél Conaill, et même selon les sources évoquées ci-dessous Ard ri Erenn en opposition avec Conghalach Cnogba.

## Origine
Le Cenél Conaill, était une branche des Uí Néill du Nord qui après la déposition en 734 de Flaithbertach mac Loingsig avait été exclue de l’alternance au titre d’Ard ri Erenn entre les clans Uí Néill du Nord et du Sud.
Depuis le VIIIe siècle le titre d’Ard ri Erenn alternait désormais uniquement et régulièrement  entre les membres du Cenél nEógain rois d’Ailech représentant des Uí Néill du Nord et le Clan Cholmáin rois de Mide représentant des  Uí Néill du Sud.
En 943 l’héritier désigné au titre d’Ard ri Erenn du Cenél nEógain Muirchertach mac Néill, est tué lors d’un combat contre les Vikings de Dublin. L’Ard ri Erenn en titre Donnchad Donn du Clan Cholmáin, meurt à son tour l’année suivante.
Les disparitions quasi simultanées de Muirchertach et Donnchad laissent le champ libre à de nouveaux compétiteurs. Les Uí Néill du Sud imposent comme successeur à Donnchad Congalach Cnogba du Síl nÁedo Sláine, une dynastie qui avait été également écartée de la compétition au titre d’Ard ri Eernn depuis plusieurs siècles. Congalach est cependant le fils de la sœur de Donnchad. Il a par ailleurs des liens avec la famille de Ruaidrí dont la tante Cainnech ingen Canannáin († 929) avait été sa première épouse.

## Biographie
Ruaidrí est un descendant de Flaithbertach mac Loingsig. Il est le petit-fils d'un certain Canannán, mac Flaithbertaich, lui même petit-fils d'Áed Muindearg († 747), dont la base du pouvoir de « rex in Tuaiac » était centrée dans l’actuel comté de Donegal . Il apparaît pour la  première fois dans les entrées des annales après la mort de  Muirchertach. En 943 il défait à Tracht-Mugha le Cenél nEógain et les Vikings de Lough Foyle, tuant Máel Ruanaid mac Flainn, le cousin et successeur  de Muirchertach. La disparition de  Máel Ruanaid après celle de  Muirchertach, entraîne une éclipse du Cenél nEógain qui laisse  Ruaidrí maître du nord lorsque survient de la mort de l'Ard ri Donnchad Donn.
De nombreuses sources indiquent que Conghalach Cnogba devient Ard ri Erenn après  Donnchad. Toutefois quelques  autres documents laissent entendre  que c’est Ruaidrí qui assume le titre d’Ar ri Erenn après Donnchad, parfois seul ou conjointement avec Conghalach : 
- La « Prophétie de Berchán », un poème du XIe siècle présenté comme une pseudo prophétie; La forme obscure du style retenu par la  Prophétie de Berchán  permet difficilement d'identifier les personnages évoquées sous forme d’épithète et de surnom  plus que de noms. Dans le cas de Ruaidrí ua Canannáin, l’identification est manifeste.

«  Après qu’un roi du nord prit la souveraineté…; Rouge  (ruad)  était le nom de ce roi (rí), il laissa l’Irlande dans l’anxiété… »
- Les  très anti-Uí Néill Annales de Inisfallen relèvent la mort de  «Ruaidri ua Canannáin Ard rí du Cenél Conaill[4] »

- Le Cogad Gáedel re Gallaib (Les Guerres des Irlandais contre les Étrangers) une œuvre de propagande  rédigée au XIIe siècle  à la gloire des descendants de Brian Bóruma le nomme « Ruadri O’Canannan roi de Tir Conaill et roi d’Irlande selon certains autres[5] ».

Les entrées des Annales montrent les deux rois  actifs dans le centre de l’Irlande. En 945 les hommes de Ruaidrí sont tués par Congalach allié avec Amlaíb Cuarán, roi de Dublin.
En 947 Ruaidrí conduit une armée à  Slane dans le Comté de Meath et  défait Congalach et Amlaíb. Le Cenél nEógain est également sa cible en 949 lorsque Flaithbertach le fils de Muirchertach est tué. En 950 Ruaidrí ua Canannáin conduit une armée dans le royaume de Mide et il défait  Congalach.
La même année il mène une campagne de six mois contre Brega le centre du pouvoir de son ennemi. Il installe un campement permanent quelque part entre  Donaghpatrick et Kells, et à partir de là il ravage  Brega et Meath. L’allié de Congalach  Gofraid mac Sitriuc, roi de Dublin  intervient mais il est vaincu et perd 6 000 hommes dans le combat  parmi lesquels  « Imar le Tanist des Étrangers ». Malheureusement dans la chaleur du combat Ruaidrí  est tué  le 30 novembre 950, avec son fils Niall. Lors de sa mort il est désigné par les annales irlandaises  comme  « rígdamna Érenn », c'est-à-direː Héritier de la Souveraineté  d’Irlande. Le  titre même qui  était utilisé pour  Muirchertach lors de sa mort en  943.
La Prophétie de Berchán, suit apparemment une version différente et indique que Ruaidrí est tué par un homme du Leinster.
Le règne de Ruaidrí fut l’apogée du pouvoir des Ua Canannáin. Dans les années suivantes plusieurs de ses parents tombent sous les coups de Congalach ou du Cenél nEógain. Leurs disparitions  coïncident avec la montée en puissance du pouvoir de leurs parents, le clan Ua Máeldoraidh  qui excluront  progressivement les Ua Canannáin de la royauté du Cenél Conaill.

## Sources
- (en) Cet article est partiellement ou en totalité issu de l’article de Wikipédia en anglais intitulé « Ruaidrí ua Canannáin » (voir la liste des auteurs), édition du 26 avril 2009.
- (en) Clare Downham, Medieval Ireland, Cambridge, Cambridge University Press, 2018, 394 p. (ISBN 9781906716066), p. 94,96
- (en) Donnchadh Ó Corráin, Ireland before the Normans, Dublin, Gill & Macmillan, 1972, 210 p., p. 118
- (en) Dictionary of Irish Biography article de Ailbhe Mac Shamhrain, Ua Canannain, Ruaidrí